# 紫云英属
紫云英属（学名：Astragalus）是蝶形花亚科下的一个属，为草本或亚灌木植物。该属共有约1600种，分布于全球亚热带和温带地区。